# 东台镇
东台镇，是中华人民共和国江苏省盐城市东台市下辖的一个乡镇级行政单位。2019年中国百强乡镇第91名。

## 行政区划
东台镇下辖以下地区：
晏溪河社区、泰山寺社区、北灶社区、金陈社区、新兴社区、新海社区、金墩社区、万陆社区、汤泊社区、望海社区、玉带桥社区、公园社区、于北社区、长青社区、东关社区、东坝社区、东园社区、新坝社区、何垛桥社区、二女桥社区、八林社区、丁新社区、三灶社区、蔡六社区、红光社区、北海社区、新团社区、海丰社区、团北社区、四灶社区、上官社区、垛南村、垛团村、正团村、中合村、普新村、双新村、蟒河村、和平村、钱陈村、梁洼村、潘舍村、吕港村、红烈村、海堰村、苏何村、南庄村、天洋村、卞团村、双坝村、西楼村、富洋村、富旗村、官北村、富民村、兴灶村、官楼村、盈河村、东丰村、华灶村和兴房村。

## 交通
- 新长铁路：东台站